# Doug Mills
Pour les articles homonymes, voir Mills.
Doug Mills, né en 1960, est un photojournaliste américain. Il couvre les activités de la Maison-Blanche depuis 1983 et travaille pour The New York Times depuis 2002. On lui doit une photo où une balle passe près de la tête de Donald Trump lorsqu'il fait l'objet d'une tentative d'assassinat en juillet 2024.

## Biographie
Doug Mills est né à Greensboro en Caroline du Nord en 1960. Il a étudié au Northern Virginia Community College (en).
Il a été chef photographe de l'Associated Press à Washington, DC, travail qui lui a permis de récolter deux prix Pulitzer en tant que membre d'une équipe de travail.
Doug Mills couvre les activités de la Maison-Blanche depuis 1983.
Il a commencé à travailler pour le journal The New York Times en 2002.
En février 2019, il est membre de l'Association des correspondants de la Maison-Blanche,,.
Le 13 juillet 2024, Doug Mills se trouve à un rassemblement politique à Butler en Pennsylvanie, où il est prévu qu'il photographie Donald Trump. Pendant que le candidat à la présidence des États-Unis prononce son discours, un homme embusqué tire huit balles en sa direction. C'est pendant l'un des tirs que Doug Mills prend une photo remarquable : une balle qui passe à quelques centimètres de la tête de Donald Trump,,,,,,.
Selon un expert, il s'agirait d'« une photo sur un million et qu'il était presque impossible de capturer ce moment même si quelqu'un savait qu'une balle serait tirée ».

### Citations originales
1. ↑  (en) « a one in a million shot and nearly impossible to catch even if one knew the bullet was coming »